# Универзитет Корвин
Универзитет Корвин (мађ. Budapesti Corvinus Egyetem) је приватни универзитет у Будимпешти, као и додатном центру у Стоном Београду. Тренутно има уписано око 9.600 студената, са примарним фокусом на пословну администрацију, економију и друштвене науке. Прима студенте на шест факултета на којима се организују основне, мастер и докторске академске студије које се предају на мађарском, енглеском, француском или немачком.
Уврштен је у првих 50 на европској ранг-листи за магистерије из менаџмента Фајненшал тајмса, а био је први универзитет из Мађарске који се помиње међу најбољима у области пољопривреде. Сматра се једним од најпрестижнијих и најселективнијих универзитета у Мађарској.